# Großer Humberg (Wasgau)
Der Große Humberg ist ein 455 Meter hoher Berg im Pfälzerwald.

## Geographie

### Lage
Der Berg liegt unweit der weiter südlich verlaufenden deutsch-französischen Grenze innerhalb des Landkreises Südwestpfalz. Die Süd- und Ostflanke gehören zu Bobenthal, die Nord- und Westflanke zu Bundenthal und die Nordostflanke zu Niederschlettenbach. Entlang seines Westfußes verläuft der Litschbach. An seinem Südfuß entspringt der Woogbach. Benachbarte Berge sind das Mäuerle  (412,4 m) im Westen, der Kappelstein (498 m) im Südwesten und der Teilberg (378,3 m) im Osten.

### Naturräumliche Zuordnung
1. Großregion 1. Ordnung: Schichtstufenland beiderseits des Oberrheingrabens
2. Großregion 2. Ordnung: Pfälzisch-saarländisches Schichtstufenland
3. Großregion 3. Ordnung: Pfälzerwald
4. Region 4. Ordnung (Haupteinheit): Wasgau
5. Region 5. Ordnung: Südwestlicher Pfälzerwald

## Verkehr
Entlang seines Westfußes führt die Kreisstraße 46, die von Rumbach über Nothweiler nach Niederschlettenbach verläuft.

## Tourismus
Entlang seiner Südflanke verlaufen der mit einem grünen Balken markierte Saar-Rhein-Weg, die Tour 14 des Mountainbikepark Pfälzerwald und der Grubenweg; weiter nördlich verläuft der Rundweg Niederschlettenbach 4 – Zu Humberg und Erzgrube.